# Điện Nam Trung
Điện Nam Trung là một phường thuộc thị xã Điện Bàn, tỉnh Quảng Nam, Việt Nam.

## Địa lý

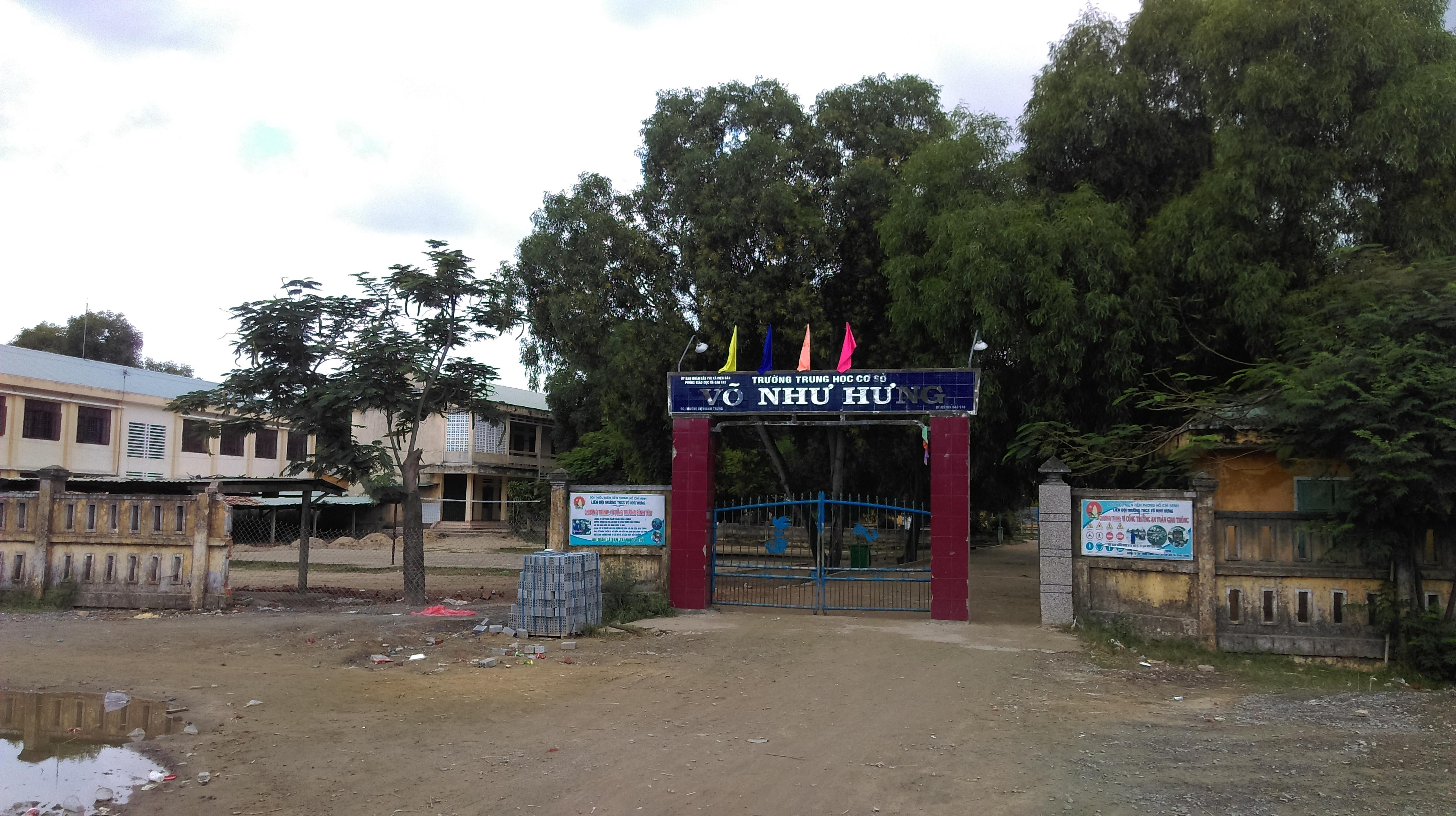
Trường THCS Võ Như Hưng

Phường Điện Nam Trung nằm gần trung tâm thị xã Điện Bàn, có vị trí địa lý: 
- Phía đông giáp phường Điện Dương
- Phía tây giáp phường Điện An
- Phía nam giáp phường Điện Nam Đông và phường Điện Minh
- Phía bắc giáp phường Điện Nam Bắc.

Phường Điện Nam Trung có diện tích 8,04 km², dân số năm 2019 là 10.165 người, mật độ dân số đạt 1.154 người/km².

## Hành chính
Phường Điện Nam Trung được chia thành 4 khối phố: 5, Quảng Lăng A, Quảng Lăng B, Quảng Hậu.

## Lịch sử
Địa bàn phường Điện Nam Trung trước đây là một phần xã Điện Nam, huyện Điện Bàn.
Ngày 7 tháng 7 năm 2005, Chính phủ ban hành Nghị định 85/2005/NĐ-CP. Theo đó, chia xã Điện Nam thành 3 xã: Điện Nam Bắc, Điện Nam Trung và Điện Nam Đông.
Sau khi thành lập, xã Điện Nam Trung có 767,50 ha diện tích tự nhiên và 6.728 người.
Ngày 11 tháng 3 năm 2015, Ủy ban Thường vụ Quốc hội ban hành Nghị quyết 889/NQ-UBTVQH13. Theo đó, chuyển huyện Điện Bàn thành thị xã Điện Bàn và thành lập phường Điện Nam Trung trên cơ sở toàn bộ 803,74 ha diện tích tự nhiên, 9.273 người của xã Điện Nam Trung.